# 谢尔盖·加米涅夫
谢尔盖·谢尔盖耶维奇·加米涅夫（俄语：Серге́й Серге́евич Ка́менев；1881年4月4日—1936年8月25日），苏联军事领导人。1919年—1924年，任苏俄红军总司令。1935年，授衔为一級集團軍指揮員，排名第一。

## 生平
生于基辅一个炮兵上校工程师的贵族家庭。毕业于亚历山大军官学校(1900年)和总参学院（1907）。1900年入伍，在基辅当地的第165卢茨克步兵团服役。后历任伊尔库茨克军区参谋长高级助理副官、骑兵第2师参谋长高级助理副官、维尔纳军区参谋长高级助理副官，参加了多次机动与野战行军，研究了日俄战争的教训。第一次世界大战时以大尉军衔参战，任第1集团军作战部长高级助理、第30波尔塔瓦步兵团团长、第1集团军给其评价为“在各方面都是一名出色的总参军官与优秀的军事指挥员”，提名为将军。由于出色的指挥能力并关心指挥的步兵团的士兵生活，二月革命后仍被该团选为士兵苏维埃的代表。十月革命爆发时任第15步兵军参谋长，上校。后任驻波洛茨克的第3集团军参谋长，主要工作是部队复员。由于德军进攻，迁往下诺夫哥罗德，在此结束了旧军队的服役生涯。
十月革命后，参加苏俄红军，抵抗德军对俄国的入侵。1918年3月起任西屏障军涅韦尔地域军事指导员，后任步兵第17师师长。1918年8月起任西屏障军军事指挥员弗拉基米尔·尼古拉耶维奇·叶格列耶夫的助理，斯摩棱斯克地域军事指挥员，负责维捷布斯克、羅斯拉夫爾等地从撤退德军手中接收并组建红军的师派往东方面军。1918年9月28日至1919年6月接替约阿基姆·约阿基莫维奇·瓦采季斯出任东方面军司令，指挥实施了1918年8月至1919年2月从白卫军和捷克白军手中解放伏尔加河中游流域和乌拉尔的进攻战役，从伏尔加河东进解放了乌法和奥伦堡。但高尔察克军队的1919年春季攻势，红军又退回到伏尔加河。策划并指挥了1919年4月至7月的东方面军进攻战役，打垮了高尔察克军队主力，从伏尔加河席卷到乌法和奥伦堡。加米涅夫要求连续追击高尔察克的溃军席卷西伯利亚，但遭到革命军事委员会主席托洛茨基与俄罗斯苏维埃联邦社会主义共和国武装力量总司令瓦采季斯的反对，他们担心红军会中了埋伏。为此，加米涅夫向列宁寻求支持。1919年8月5日至1920年1月7日对西伯利亚的进攻，基本上是对败退的高尔察克军队实施战略性正面追击和平行追击。
1919年7月7日一1924年4月任俄罗斯社会主义联邦苏维埃共和国武装力量总司令。制定的对邓尼金白军进攻作战计划，托洛茨基反对，但列宁支持，该作战计划导致1919年8月的南方面军大溃败。此后还参与制定反击尤登尼奇进攻彼得格勒的作战、苏波战争、对弗兰格尔战役。1920年11月大规模内战结束后，参与指挥肃清卡累利阿叛乱、布哈拉和费尔干纳的最后的反苏俄叛乱。 
1924年4月起任工农红军监察。1925年3月起任工农红军参谋长。1925年11月起任工农红军总监察长。1926年8月任工农红军总部部长、伏龙芝军事学院主席，主管战术教育。1924年4月—1927年5月同时兼任苏联革命军事委员会委员。1927年5月任陆海军副人民委员兼苏联革命军事委员会副主席。1934年6月起任工农红军防空部部长。1934年11月起同时兼任苏联国防人民委员部军事委员会委员。1930年加入苏联共产党（布尔什维克）。他是苏联国防与航空化学建设促进会的组织者之一，政府极地委员会主席负责实施开发北极地带的各项措施。
全俄中央执行委员会委员和苏联中央执行委员会委员。
死于心脏病突发。安葬在红场克里姆林宫墙下
荣获刻有红旗勋章的金质战斗武器和刻有红旗勋章的革命荣誉武器各1件。获俄罗斯苏维埃联邦社会主义共和国红旗勋章、花剌子模人民苏维埃共和国红旗勋章和布哈拉苏维埃人民共和国一级红新月勋章各1枚。

## 著作
- 集体编撰的《1918—1921年国内战争》(第2卷，莫斯科1928年版)所写的《序言》
- 《回忆弗拉基米尔·伊里奇·列宁》(莫斯科1972年版)
- 《国内战争和军事建设札记》(文章选集)，莫斯科1963年版。